# 田勸
田勸（？—？），字作民，號逑春，河南穎川衛官籍，直隸穎州人，明朝政治人物。

## 生平
萬曆元年（1573年）癸酉科河南鄉試第四十二名。萬曆十一年（1583年），登進士第三甲第二百三十八名。吏部觀政，歷官直隸元氏縣知縣。升户部主事，本年告病。

## 家族
曾祖父田宏；祖父田朝輔；父親田種，曾任王府紀善。母楊氏。严侍下。